# Kabupaten de Pidie
Le kabupaten de Pidie est un kabupaten de la province d'Aceh, située à la pointe ouest de l'île de Sumatra.
En 2023, sa population était de 444 898 habitants.